# مقاطعة أكوماك (فيرجينيا)
 مقاطعة أكوماك  (بالإنجليزية:  Accomack County)‏ هي إحدى المقاطعات في ولاية فيرجينيا في الولايات المتحدة الأمريكية.

## أعلام
- جورج د. وايز
- لوسي فرجينيا فرينش
- ويليام أندرسون
- جيمس هنري
- دانيال روجرز